# Baker (priimek)
Baker je priimek več ljudi:
- Alan Baker (1939—2018), angleški matematik
- Carroll Baker (*1931), ameriška filmska igralka
- Chet Baker (1929—1988), ameriški jazzovski trobentač
- Euston Edward Francis Baker (1895—1981), britanski general
- George Baker (Johannes "Hans" Bouwens) (*1944), nizozemski pevec in glasbenik
- Ginger Baker (1939—2019), angleški tolkalec
- Henry Frederick Baker (1866—1956), angleški matematik
- Hobey Baker (1892—1918), ameriški nogometaš in hokejist
- James Baker (*1930), ameriški politik, državni sekretar
- James Mitchell Baker (1878—1956), južnoafriški general
- Joe Baker (1940—2003), angleški nogometaš in trener
- Joséphine Baker (1906—1975), temnopolta francoska pevka in plesalka ameriškega rodu
- Kenneth Baker (*1934), britanski konservativni politik
- Newton D. Baker (1871—1937), ameriški politik, vojni minister
- Richard Baker (1568—1645), angleški pisatelj
- Samuel Baker (1821—1893), angleški raziskovalec
- Stanley Baker (1928—1976), angleški igralec
- Steve Baker, angleški konservagtivni politik
- Thomas Charles Richmond Baker (1897—1918), avstralski častnik
- Valentine Baker (1827—1887) /Baker-paša/, angleški general
- William Henry Goldney Baker (1888—1964), britanski general